# 杜園

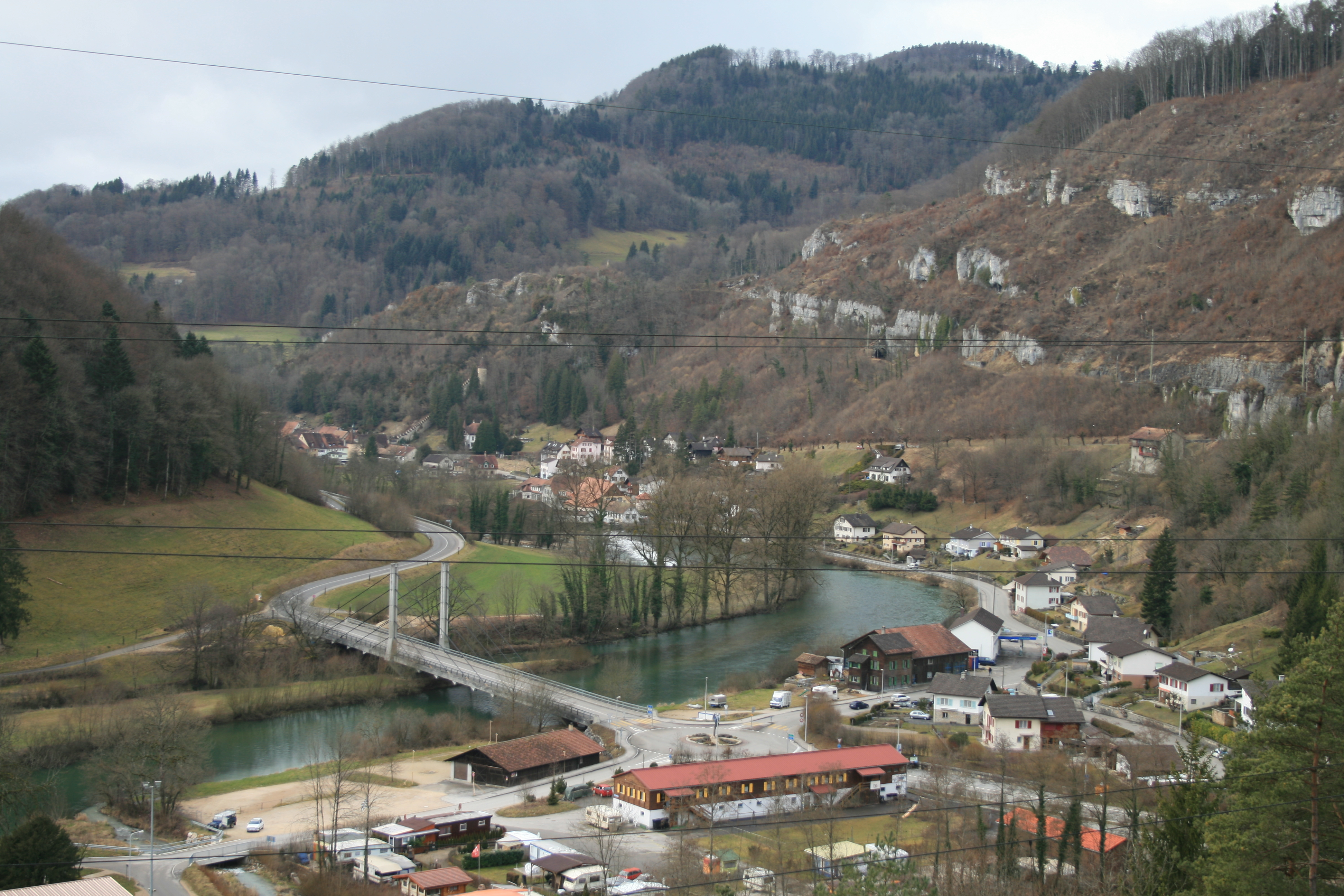

杜園（法語：Clos du Doubs）是瑞士的城鎮，位於該國西北部，由汝拉州負責管轄，面積61.77平方公里，一半土地是森林，海拔高度440米，2011年人口1,272，人口密度每平方公里21人。